# بليس مفترش
البليس المفترش (باللاتينية: Bellis prostrata) نوع نباتي يتبع جنس البليس من الفصيلة النجمية.

## الموئل والانتشار
موطنه المغرب العربي.